# Golf de Veneçuela
El Golf de Coquivacoa és un ampli entrant del Mar Carib que pertany, en la seua major part, a Veneçuela (estats de Zulia i Falcón), llevat d'un sector nord-occidental que correspon a Colòmbia (Departament de La Guajira).

## Relleu
- Té una superfície de 17.840 km², fa 240 km d'ample i 120 km de llarg.
- El perímetre de les seues costes és de 748 km.[1]
- És emmarcat a l'oest per les penínsules de Guajira i a l'est per la de Paraguaná. Al sud comunica, per un canal natural, amb el Llac Maracaibo.
- No sobrepassa els 50 m de fondària.[2]

## Història

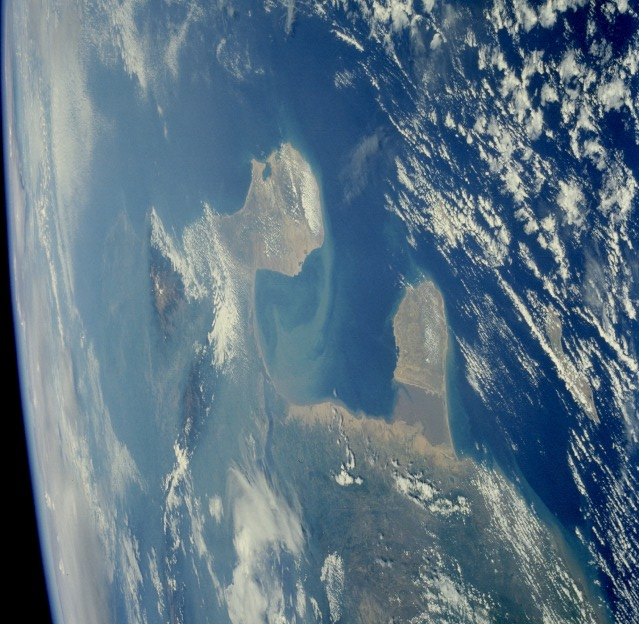
Fotografia del Golf de Coquivacoa presa per la NASA.

Els europeus en van tindre coneixença l'any 1499 quan una expedició comandada per Alonso de Ojeda i composta, entre d'altres, per Amerigo Vespucci i Juan de la Cosa explorà l'actual Veneçuela.

## Disputes frontereres
La delimitació fronterera del Golf de Coquivacoa entre Colòmbia i Veneçuela va sorgir poc després de llurs respectives independències de l'imperi Espanyol al segle xix. La frontera terrestre entre tots dos estats va ser finalment establerta l'any 1941 però la marítima encara és font de conflictes.

## Economia
Aquest golf és de vital importància per a l'economia veneçolana i mundial puix que connecta els pous de petroli i les refineries del Llac Maracaibo amb els mercats mundials a través del Carib.